# 貝倫施泰因山
48°41′0″N 13°59′5″E / 48.68333°N 13.98472°E

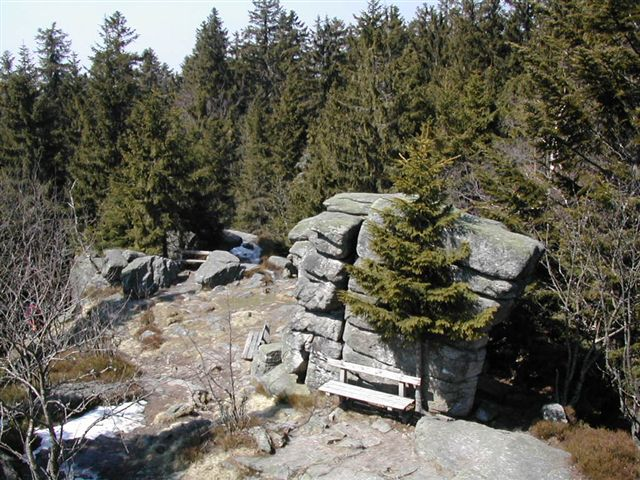

貝倫施泰因山（德語：Bärenstein），是奧地利的山峰，位於該國北部，由上奧地利州負責管轄，屬於波希米亞林山的一部分，距離霍赫菲希特山5公里，海拔高度1,077米。